# 脈拍 (アルバム)
『脈拍』（みゃくはく）は、MUCCの13枚目のアルバム。2017年1月25日発売。発売元はソニー・ミュージックアソシエイテッドレコーズ。

## 概要
- 初回生産限定盤A・B、通常盤の3タイプが発売。初回生産限定盤は制作ドキュメンタリーおよびアルバム全体のハイレゾ音源が収録されたDVD付。初回生産限定盤Aはアートブック付。
- 『球体』以来となる漢字タイトルが冠されたアルバムである。
- アルバムとしては初めてL'Arc〜en〜Cielのkenが全体のプロデュースを行っている(『球体』では一部楽曲のプロデュース)。
- 2017年2月4日にShibuya O-EASTで購入者限定SPECIAL FREE LIVEが開催された[1]。
- 2017年6月21日にバンド初のアナログ盤でリリースされた。

## 収録曲

### CD
1. 脈拍 [4:51]
（作詞・作曲：ミヤ）
2. 絶体絶命 [4:41]
（作詞：ミヤ/作曲：ミヤ）
3. CLASSIC [3:49]
（作詞：YUKKE、逹瑯/作曲：YUKKE）
  - 35thシングル。
4. KILLEЯ [5:34]
（作詞：逹瑯/作曲：ミヤ）
  - ハイデのカップリング曲。
5. BILLY×2 〜Entwines ROCK STARS〜 [4:04]
（作詞：逹瑯/作曲：ミヤ、SATOち）
6. りんご [5:05]
（作詞：ミヤ/作曲：YUKKE、ミヤ）
7. EMP [5:01]
（作詞：逹瑯/作曲：ミヤ）
8. 故に、摩天楼 (ALBUM MIX) [4:41]
（作詞・作曲：ミヤ）
  - 32ndシングル。
9. 秘密 [4:25]
（作詞：逹瑯/作曲：YUKKE）
10. コミューン [4:20]
（作詞・作曲：ミヤ）
11. 勿忘草 [4:15]
（作詞・作曲：逹瑯）
12. シリウス [4:59]
（作詞・作曲：ミヤ）
13. 孵化 [5:55]
（作詞：逹瑯/作曲：ミヤ）
14. ハイデ [7:19]
（作詞：逹瑯/作曲：ミヤ）
  - 34thシングル。
  - 曲自体の収録時間は[3:54]だが、アルバムの総収録時間を69分にするために曲の後に無音が約３分間続く。

### DVD (初回生産限定盤のみ)
- ROAD TO 20th ANNIVERSARY
- 『脈拍』ハイレゾ音源(48kHz/24bit)

## カバー
CLASSIC
- FLOW - 2017年11月22日発売の『TRIBUTE OF MUCC -縁[en]-』に収録。

EMP
- ken - 2017年11月22日発売の『TRIBUTE OF MUCC -縁[en]-』に収録。

ハイデ
- ROACH - 2017年11月22日発売の『TRIBUTE OF MUCC -縁[en]-』に収録。